# Pere Fages i Beleta
Pere Fages i Beleta fou militar i governador català de l'Amèrica Hispànica. Va néixer a Guissona (la Segarra) el 1730, i va morir a Mèxic el 1794.
Va estudiar a la Universitat de Cervera, i el 1762 ingressà com a alferes en el segon regiment de la Companyia de Voluntaris de Catalunya. El 1767, amb el seu regiment, s'embarcà cap a Mèxic i l'any següent fou destinat a Sonora.
Sota les ordres de Gaspar de Portolà, participà, al capdavant de vint-i-cinc homes de la Companyia Franca de Voluntaris de Catalunya, en la gran expedició que el 1770 va descobrir la badia de San Francisco; un any més tard escriví Expedición a la Bahía de San Francisco en 1770. El 1771 va fer una nova expedició a la Badia de San Francisco i hi va establir un presidio o parada de refresc per a posteriors exploracions, al voltant de la qual es formaria la ciutat de Sacramento. També va explorar la vall de San Joaquín, on va fundar la missió de Los Tulares. D'ací aniria fins al desert de Mojave (Nevada). Recolzà militarment la fundació de diverses missions, com la de San Gabriel, San Antonio de Padua i San Luis Obispo. Alhora de colonitzar el territori, fomentà l'agricultura i la ramaderia, impulsà obres de conducció d'aigües, concedí terres a colons, taxà el preu dels productes agrícoles, reglamentà la cria de bestiar, promogué el comerç del cuir i afavorí la implantació de petites indústries amb la presència d'artesans per ensenyar els indígenes.
El mateix Portolà li confià el comandament suprem dels anomenats Nous Establiments, càrrec que exercí fins al 1774. Ja abans havia substituït Gaspar de Portolà com a governador a la Baixa Califòrnia, càrrec en el qual s'enfrontà amb els missioners Rafael Josep Verger i Juníper Serra, president general de les missions californianes; el virrei, finalment, recolzà la posició de Serra i el destituí.
Tot i així, fou ascendit a comandant del Reial de Pachuca, una regió aurífera de Nova Espanya, i el 1777 a tinent coronel, després d'una campanya contra els apatxe. El 1781 confeccionà l'obra La Campaña del Río Colorado. Va fer redactar els primers annals oficials de la colonització de Califòrnia, que presentà el 1782 al virrei Antonio María Bucareli; arran d'aquest informe, el nou virrei de Mèxic decidí a aquest a confiar-li la protecció de les noves missions i els nous establiments. Finalment, el 1782 fou nomenat governador de Califòrnia en substitució de Felipe de Neve.
Durant el seu càrrec va fer reconstruir San Carlos de Monterey i en projectà l'església, que encara es conserva. El 1791, però, es retirà a Mèxic, on va morir el 1794.